# 攻略本
攻略本（こうりゃくぼん）は、主にコンピュータゲームの攻略法を取り扱った単行本・書籍の総称。同じような内容を扱っている雑誌類はゲーム雑誌と呼んで区別される。
賭博などを扱った攻略本も存在するが、単に「攻略本」といった場合はコンピュータゲーム関連のものを意味するのが通例であるため、本項目でもそれについて述べる。ギャンブルの攻略本については予想 (競馬)・パチンコ・パチスロ情報誌を参照のこと。

## 概要
ゲームの進行チャート、ステージやダンジョンの地図、ボスキャラクターとの戦い方、アイテムやキャラクター・モンスターのデータ集などが攻略本の主な内容である。刊行ペースやページ数、情報解禁のタイミングなど雑誌としての制約があるゲーム雑誌と、比較的長期間かけて製作される攻略本とでは同じ作品を扱う場合でも編集方針に差異が生じることが多い。
攻略とは直接関係のない開発者インタビューや、ゲームに関連したイラスト・漫画・小説・設定資料などが収録されているケースもあり、これらを目的として購入するファンも多い。このような内容は「公式ガイドブック」（下記参照）を名乗る攻略本に多く見られる。公式攻略本は基本的にゲームの二次著作物、あるいは三次著作物であるため版権許諾が必要となり、発行元と版権元が異なる場合、発行元はロイヤリティを支払うこととなる。人気のある作品の攻略本の場合には発行部数も多くなり、ベストセラーランキングの上位に入ることもしばしばある。
ゲームの複雑化と肥大化、そしてデータ量の増大により、ゲームソフト1作の攻略本が上下巻、さらには3〜4冊に分割されるケースもある。またゲーム発売前後に入門的内容の、言い換えれば攻略要素の薄い攻略本（「最速本」などと呼ばれる）を出し、後に同じ出版社からより踏み込んだ内容の「中間本」、さらに「完全本」を出版するといった手法も取られるようになった。これはユーザーのプレイの進行状況を反映していると同時に、攻略本販売戦略上の側面もある。
攻略本の中には誤植や誤ったデータが掲載されているものもある。中にはほとんど全てのページに誤記載が存在したケースもある。誤りが発生する理由としては攻略本編集体制の拙劣さの他にも、「開発中」のゲームソフトをプレイしながら、編集も並行して行われるため、仕様の変更に対応しきれないことなどが挙げられる。
同人誌で攻略本を頒布する例も見られるようになっている。レトロゲームや同人ゲームなど、攻略本が出版される見込みが少ない（需要が見込めない）ゲームの攻略が多いが、主流のゲームでも独自の攻略法などを書いた攻略本が出されることもある。

## 歴史

### 1980年代
日本で最初に登場した「ゲームを攻略する書籍」は、1970年代末の『スペースインベーダー』ブーム時に発行されたものだと思われる。しかし特定のゲームのブームに依らない「攻略本」というジャンルを築き上げたのは1980年代のミニコミ文化によるところが大きい。
当時高専生だった田尻智が1983年に刊行した『ゲームフリーク』をはじめ、全国で小規模のグループ、時には一個人が攻略情報を独自にまとめ、同人誌として攻略本を発行した。彼らの多くは後にゲームライターやクリエイターとして巣立っていった。当時の同人攻略本の中でも特に有名なものが、田尻も関わった『ゼビウス 1000万点への解法』である。ゲームセンターによってコンピュータゲームが一般に身近なものとなり、それが発展・複雑化するに従って「攻略法」が求められるようになった。
商業出版としての攻略本が普及するようになるのはファミリーコンピュータのブームを待たなければならない。数々の商業ゲーム雑誌の創刊に伴って攻略本も多数刊行されるようになった。特に『スーパーマリオブラザーズ完全攻略本』（徳間書店）は発売2ヶ月で60万部を超えるベストセラーとなった。またケイブンシャからは「ゲーム必勝法シリーズ」をはじめとして100冊以上の攻略本が発売された。当時はゲームの内容も薄かったので、1冊で数本をまとめて攻略するケースも多かった。当時の攻略本は紙質が劣悪なものが多かったため、発行部数の少なさも相まって現存する数が少ない。

### 1990年代
1990年代に入ると、ゲーム内容の複雑化やロールプレイングゲーム・シミュレーションゲーム・アドベンチャーゲームなどデータ量が膨大で、クリアに時間を要するジャンルの台頭に伴い攻略本はより必要とされる存在となった。ページ数は増加の一途をたどり、上下巻に分かれて（「マップ編」「データ編」など）刊行されるものも現れた。攻略本と同じスタイルで、ゲームの「設定資料集」や「ファンブック」が現れたのもこの時期である。
この時期から内容だけでなく装丁も次第に豪華になった。判型もかつて主流であったB6判程度から次第にB5判やA5判になっていった。全ページがカラー化され、紙質も改善された。そうした変化で製造コストと販売価格の上昇を引き起こすこととなった。

### 2000年代
2000年代に入ると、攻略情報がインターネット経由で流布するようになったことや、ゲームを取り巻くさまざまな状況の変化もあり、攻略本の売れ行きは下がり始める。特にそれまで見られた同じ作品の攻略本を1人で何冊も買う傾向が少なくなった。またゲーム1作あたりの寿命が短くなったことで内容の薄い「最速本」を早く出すことよりも「完全本」を（できればソフトの発売から1ヶ月以内が望ましいものの）発売が遅くても出すことが、また攻略サイトでは得られない読み物的内容が求められるようになっているなど、攻略本購入者の需要も変化している。

### 2010年代〜
2000年代に続き、さらに攻略本の売り上げが下がっていったが、「妖怪ウォッチ2」や「あつまれどうぶつの森」などブームとなったようなゲームソフトの攻略本は大ヒットを記録した。ゲーム雑誌が2000年代に比べて激減し、攻略本を発売する会社は減ってきている。

## 攻略本の製作工程
攻略本出版までの過程はさまざまなものがあるが、1社またはグループ会社で「ゲームメーカー」と「出版社」を掛け持ちする企業（スクウェア・エニックス、KADOKAWA（旧角川グループホールディングス）など）が自らゲームのパブリシティの一環として企画する場合と、出版社が企画する場合がある。
出版社の企画による場合、まずゲームメーカーなどからゲームの発売情報を得ることから始められる。情報を得た出版社はその作品の攻略本を出版した場合に売れる見込みがあるかどうかが検討される。検討要素としてはゲームのジャンル、シリーズ作品かどうか、あるいは実際に作品を試遊しての感想などがある。出版が決定した場合、ゲームメーカーに発売許諾を得るため交渉が行われることとなる。時には許諾を得るために接待など相当な根回しが行われることもある。特に前評判が高いなどして売り上げが見込めるケースの場合に顕著となる。
許諾が得られた場合、編集スタッフの人選が行われる。自社スタッフにより製作される場合と、編集プロダクションや個人に委託する場合がある。多くの場合、次のような分業体制により編集が行われる。
編集者
スタッフ間の連絡、メーカーとのやり取り、原稿やデザインのチェックなどを行う攻略本作成を統括する。
ライター
攻略データを原稿化したり、ページ構成を行ったりする。作品によってはゲーマーの資質を兼ね備えている必要がある。
ゲーマー
ゲームをやり込み、徹底的に把握する役割を果たす。ゲーム画面の撮影も行う。
デザイナー
全体的なページデザインを行う。他のスタッフの作業が遅れた場合、最も影響を受けることが多い。
攻略本製作に際してゲームメーカー側から資料提供などどれくらい協力が得られるかはメーカーによって、また作品によって異なる。情報管理が徹底し、あまり協力が得られない作品の場合、スタッフが独自に地道なデータ収集を行うこととなる。
原稿は編集者およびメーカー側の何度かのチェックにより行われることになる。場合によっては大幅な修正が必要となり、発売延期を余儀なくされることもある。最終段階で誤植などが発覚することもあるが、製作予算の都合上見過ごさざるを得ず、増刷時に修正することも多い。

## 「公式」と「非公式」
かつての攻略本は、制作側が自力で調べたデータを掲載するものであったが、やがてメーカーから提供されたデータをもとに製作するのが常識となっていった。また、スクウェア・エニックスやコーエーなど出版部門を持ち、自社で攻略本を出版しているゲームメーカーもある。メーカーから公式に提供された情報によって製作される攻略本は一般に「公式攻略本」「公式ガイドブック」などと呼ばれる。
提供されたデータと実際にゲーム内に存在するデータに差異がある場合、公式であるにもかかわらずミスが掲載されることとなる。顕著な例として初期の『ポケットモンスター』ではゲームの人気から数多の攻略本が出版されたが、属性相性や技の効果において多数のミスが全ての攻略本に存在していた。
このような手法を用いれば、出版側が装丁や構成に時間を割ける半面、提供されていないデータの公開は事実上禁じられているという意味でもある。よって、独自のデータやチート方法をまとめゲームメーカーに無許可で発売される攻略本も存在し、俗に「非公式」と呼ばれる。メーカーの許諾を得ていないため、ゲーム内の写真や公式イラストが使用できない。中には裁判に発展するケースもある。